# Gerhard Anton Gramberg
Gerhard Anton Gramberg (Tettens, 5 de novembro de 1744 — Oldemburgo, 10 de março de 1818) foi um médico alemão.

## Vida
Gramberg tinha uma biblioteca particular incomum na época, com 5295 volumes, dos quais 2114 na área da medicina, qua está resguardada atualmente na Landesbibliothek Oldenburg. Em parceria com Gerhard Anton von Halem redigiu o Oldenburger Blätter.